# Городисько (Люблінське воєводство)
Городисько (пол. Horodysko) — село в Польщі, у гміні Лісневичі Холмського повіту Люблінського воєводства. Населення — 223 особи (2011).

## Історія
За даними етнографічної експедиції 1869—1870 років під керівництвом Павла Чубинського, у селі здебільшого проживали греко-католики, які розмовляли українською мовою.
У 1921 році село входило до складу гміни Раколупи Холмського повіту Люблінського воєводства Польської Республіки.
У 1975—1998 роках село належало до Холмського воєводства.

## Демографія
Станом на 10 вересня 1921 року в селі налічувалося 61 будинок та 385 мешканців, з них:
- 189 чоловіків та 196 жінок;
- 311 православних, 74 римо-католики;
- 303 українці, 82 поляки.

Демографічна структура станом на 31 березня 2011 року:
|          | Загалом | Допрацездатний вік | Працездатний вік | Постпрацездатний вік |
| -------- | ------- | ------------------ | ---------------- | -------------------- |
| Чоловіки | 114     | 21                 | 77               | 16                   |
| Жінки    | 109     | 20                 | 64               | 25                   |
| Разом    | 223     | 41                 | 141              | 41                   |